# Tsonga (Ethnie)
Die Tsonga, auch Shangana-Tsonga oder Shangaan, sind eine Bantu-Ethnie im südlichen Afrika. Ihre Sprache ist das Xitsonga („Schi-tsonga“). Sie leben hauptsächlich im südlichen Mosambik in den Provinzen Gaza und Maputo. Außerdem gibt es eine große Gruppe von Tsonga in der Provinz Limpopo in Südafrika.

## Geschichte
Einst regierten die Tsonga das Gaza-Reich, das von Soshanhaane gegründet wurde. Die Hauptstadt war in Mossurize auf der heutigen Grenze zu Simbabwe. Das Gaza-Reich reichte von Teilen des heutigen Südost-Simbabwe bis zum Save River im südlichen Teil Mosambiks. Zu ihm gehörten Teile der heutigen Provinzen Sofala, Manica, Inhambane, Gaza und Maputo in Mosambik und Teile Südafrikas. Soshangaane verlegte die Hauptstadt von Mossurize in die Provinz Gaza. Nach seinem Tod übernahm Muzila die Herrschaft. Nach Muzila regierte Gungunhana, der 1895 von den Portugiesen in Mandlakazi, der heutigen Provinz Gaza, gefangen genommen wurde.
Während der Apartheid in Südafrika lebten viele Tsonga im Homeland Gazankulu in der nördlichen Provinz Transvaal. 1989 bewohnten rund 700.000 Tsonga ihr Homeland, während 470.000 außerhalb wohnten. Tsonga bauen hauptsächlich Mais an und betreiben daneben Rinderzucht.

## Musik

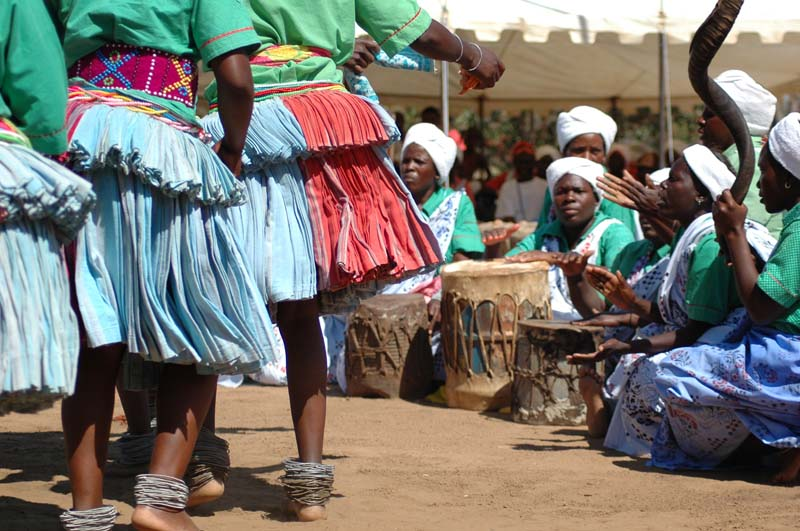
Tsonga-Tänzerinnen und Trommlerinnen

Die verschiedenen traditionellen Musikstile werden nach jahreszeitlichen Ereignissen und Festen aufgeteilt, an denen sie üblicherweise aufgeführt werden. Des Weiteren sind Vokalmusik und Musikinstrumente mit bestimmten Geschlechts-Alters-Klassen verbunden. Die musikalische Vielfalt geht teilweise auf Übernahmen von den Khoisan und von niederländischen Siedlern zurück. Zu den vorkolonialen Musikinstrumenten der Tsonga und der benachbarten Völker gehören Mundbögen und mit Kalebassenresonatoren verstärkte Musikbögen. Harmonische Strukturen sind wenig entwickelt, die Lieder sind häufig auf zwei Akkorde im Wechsel beschränkt, selten pentatonisch, stattdessen häufig chromatisch ohne bestimmte Tonart. Charakteristisch ist eine parallele Mehrstimmigkeit. Ländliche Musik ist weniger Selbstzweck, dafür dient sie überwiegend zur Begleitung von Tänzen.
Zu den Saiteninstrumenten gehört der von wandernden Geschichtenerzählern gespielte Musikbogen xitende mit Kalebasse. Nur Mädchen spielen den Mundbogen xipendana mit mittiger Saitenteilung. Ältere Männer und gelegentlich deren Töchter spielen den aus einem Schilfrohr bestehenden Mundbogen mqangala. Beim Schrapbogen xizambi wird mit einem Holzstab über die geriffelte Oberfläche des Saitenträgers gerieben. Seine Lautstärke und der vom zweiten bis zum siebten Oberton reichende Tonumfang machen ihn auch für das solistische Spiel geeignet.
Die große Bechertrommel ndzumba hat eine rituelle Bedeutung als Fruchtbarkeitssymbol und wird in den Initiationsschulen der Mädchen eingesetzt. Als Aufenthaltsort von Ahnengeistern gelten die Fruchtschalen-Rasseln marhonge, die beim Tanzen an die Beine gebunden werden, um im Rhythmus der Tanzschritte „die Götter sprechen“ zu lassen. Die mohambi ist ein Rahmenxylophon mit Kalebassenverstärkung wie die valimba in Malawi oder die timbila in Mosambik. Bei den Tsonga kommt ein Lamellophon namens timbila vor, das zur Klangverstärkung in ein aufgeschnittenes Petroleumfass gelegt wird.
Blasinstrumente sind die aus Schilfrohr oder einer Metallröhre bestehende Querflöte xitiringo mit drei Fingerlöchern und das rituell verwendete Kuduhorn, das mhalamhala genannt wird.